# HMS Swiftsure (1903)
O HMS Swiftsure foi um couraçado pré-dreadnought operado pela Marinha Real Britânica e a primeira embarcação da Classe Swiftsure, seguido pelo HMS Triumph. Sua construção começou em fevereiro de 1902 nos estaleiros da Armstrong Whitworth e foi lançado ao mar em janeiro do ano seguinte originalmente como o Constitución da Armada do Chile, porém foi comprado pela Marinha Real durante sua finalização e comissionado em junho de 1904. Era armado com uma bateria principal composta por quatro canhões de 254 milímetros montados em duas torres de artilharia duplas, tinha um deslocamento de catorze mil toneladas e alcançava uma velocidade máxima de dezenove nós.
O Swiftsure teve uma carreira tranquila e sem incidentes durante os tempos de paz, servindo primeiro na Frota Doméstica, depois na Frota do Canal e então na Frota do Mediterrâneo. Foi transferido para o Oceano Índico em 1913 e, após o início da Primeira Guerra Mundial no ano seguinte, escoltou comboios de tropas na região e patrulhou o Canal de Suez. Foi enviado em 1915 para a Campanha de Galípoli, bombardeando fortificações otomanas. Depois disso escoltou comboios no Oceano Atlântico em 1916 até ser descomissionado em abril de 1917 a fim de liberar sua tripulação para atuar em embarcações antissubmarino. Foi desarmado em meados de 1918 e depois desmontado em 1920.